# Hostile Country
Hostile Country è un film del 1950 diretto da Thomas Carr.
È un western statunitense con James Ellison, Russell Hayden, Raymond Hatton, Fuzzy Knight e Julie Adams.

## Produzione
Il film, diretto da Thomas Carr su una sceneggiatura di Ron Ormond e Maurice Tombragel, fu prodotto dallo stesso Ormond per la Lippert Pictures e girato nel novembre 1949.

## Distribuzione
Il film fu distribuito negli Stati Uniti dal 24 marzo 1950 al cinema dalla Lippert Pictures.
Altre distribuzioni:
- in Germania Ovest il 24 giugno 1958 (Harte Männer aus Wildwest)
- in Austria nel gennaio del 1961 (Harte Männer aus Wildwest)
- negli Stati Uniti (Outlaw Fury)

## Promozione
La tagline è: SCREECHING LEAD! OUTLAW FURY!... followed their charge into forbidden territory!.